# エルナン・マルケス
エルナン・マルケス（Hernan Marquez、1988年9月4日 - ）は、メキシコのプロボクサー。ソノラ州エンパルメ出身。元WBA世界フライ級王者。

## 来歴
2010年3月12日、アメリカデビュー戦をテキサス州グレイプバインでリッチー・メプラナム(フィリピン)と対戦し、プロ初黒星となる10回0-3（91-99、94-96、92-98）の判定負けを喫した。
2010年7月10日、プエルトリコのサンフアンでノニト・ドネア(フィリピン)とWBA世界スーパーフライ級暫定王座決定戦を行い、8回2分59秒TKO負けを喫し王座獲得に失敗した。
2011年4月2日、パナマ市のアレナ・ロベルト・デュランでWBA世界フライ級王者ルイス・コンセプシオン（パナマ）と対戦し、ダウンの奪い合いになったが、11回コンセプシオンにドクターチェックが入りレフェリーストップ。11回TKO勝ちで王座獲得に成功した。
2011年7月2日、元WBC世界フライ級シルバー王者エドリン・ダプドン（フィリピン）と対戦し、3回1分49秒TKO勝ちを収め初防衛に成功した。
2011年10月29日、ルイス・コンセプシオンと再戦し、1回にコンセプシオンから3度のダウンを奪い、1回1分49秒TKO勝ちで2度目の防衛に成功した。
2012年3月24日、ロデル・マヨール（フィリピン）と3度目の防衛戦を予定していたが、計量でマルケスの計量方法を巡りトラブルになり急遽ノンタイトル戦に変更した。初黒星を喫した相手で当初はマルケスの試合の前座で登場するはずだったリッチー・メプラナムとスーパーフライ級契約で対戦し、2回と8回にダウンを奪い10回3-0（96-93、97-93、98-92）の判定勝ちで2年ぶりの再戦でリベンジに成功した。
2012年11月17日、アメリカのカリフォルニア州ロサンゼルスのスポーツ・アリーナでWBO世界フライ級王者ブライアン・ビロリア（アメリカ）と王座統一戦を行い、10回1分1秒TKO負けを喫し、WBA王座は3度目の防衛に失敗し王座から陥落し、WBO王座獲得と王座統一に失敗した。
2013年6月1日、ソノラ州エルモシージョのエスタディオ・ソノラで行われたWBO世界フライ級挑戦者決定戦でカルロス・タマラ（コロンビア）と対戦し、12回3-0（120-107、120-108、119-109）の判定勝ちを収めWBA・WBO世界フライ級スーパー王者ファン・フランシスコ・エストラーダへの挑戦権獲得に成功した。 
2013年11月2日、ソノラ州エルモシージョのセントロ・デ・ウソス・ムルティプレスで元WBA・WBO世界ライトフライ級スーパー王者ジョバンニ・セグラとWBO世界フライ級挑戦者決定戦を行い、12回1分57秒KO負けを喫しWBA・WBO世界フライ級スーパー王者ファン・フランシスコ・エストラーダへの挑戦権獲得に失敗した。
2015年9月26日、ソノラ州プエルト・ペニャスコのセントロ・デ・コンベンシオネス・プエルト・ペニャスコでWBA・WBO世界フライ級スーパー王者ファン・フランシスコ・エストラーダと対戦し、10回2分16秒KO負けを喫しWBAスーパー王座とWBO王座の獲得に失敗し、2年10ヵ月ぶりの王座返り咲きに失敗した。
2015年12月17日、パナマのパナマシティのアレナ・ロベルト・デュランでWBA世界スーパーフライ級暫定王者ルイス・コンセプシオンと対戦予定だったが、前日計量でマルケスが体重超過をした為、コンセプションが勝てば王座防衛となるがマルケスが勝った場合は王座が空位となる条件で試合が行われ、12回0-3（2者が107-120、109-120）の判定負けを喫し4年2ヵ月ぶりの再戦でコンセプシオンに借りを返された。

## 獲得タイトル
- WBAフェデボルフライ級王座
- USNBCフライ級王座
- WBA世界フライ級王座（防衛2）